# Dom Sedlaczka w Tarnowskich Górach
Dom Sedlaczka – pochodzący z XVI w. zabytkowy budynek znajdujący się przy Rynku w Tarnowskich Górach (Rynek 1).

## Historia

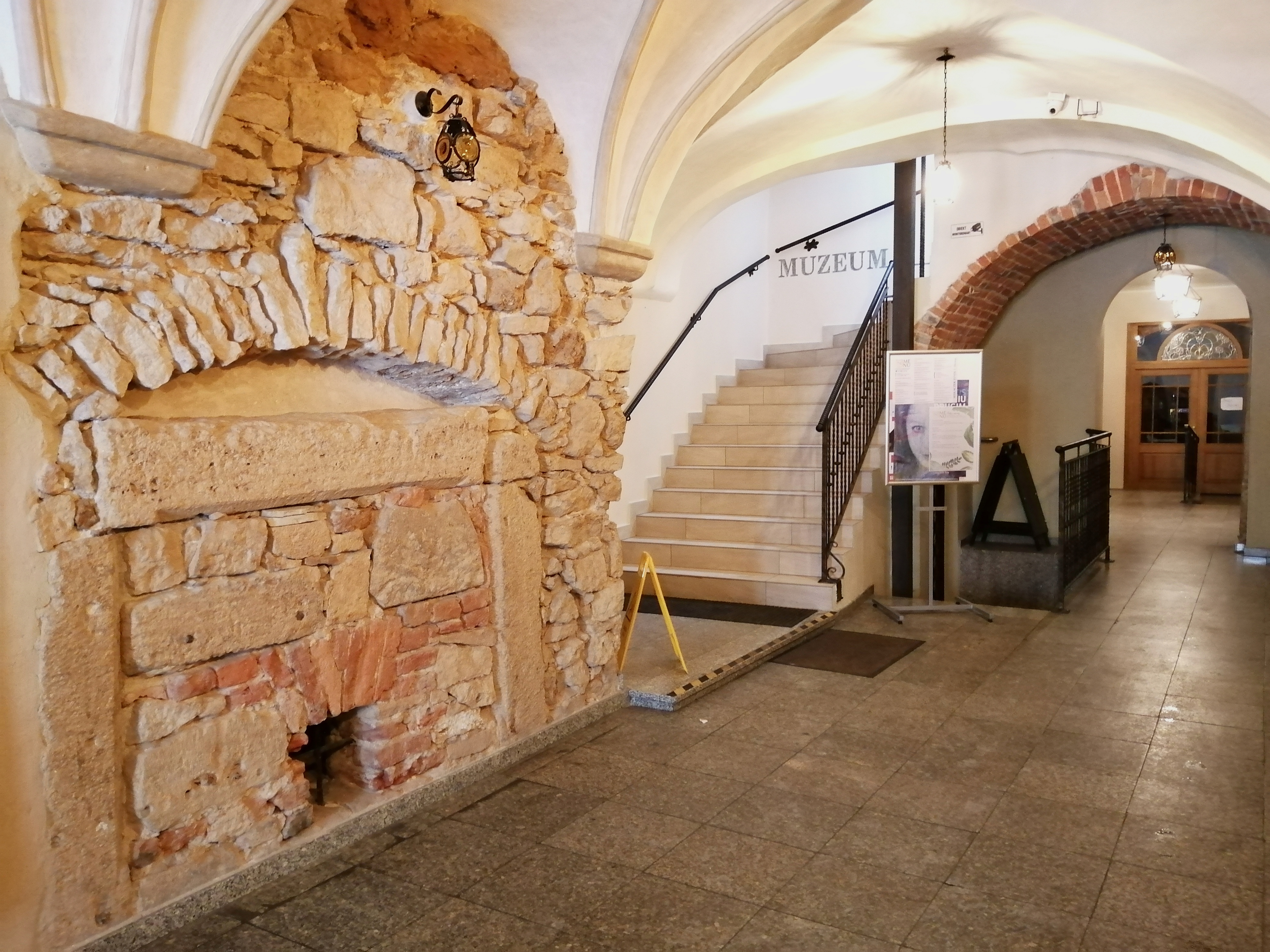
Fragment holu Domu Sedlaczka wraz z wejściem do Muzeum

Pierwotnie był siedzibą starostów ziemi bytomskiej. W 1805 roku został wykupiony przez czeskiego kupca Jana Sedlaczka, który wcześniej w 1786 urządził w nim, istniejącą do dziś, winiarnię (do 1922 była prowadzona przez potomków Sedlaczka).
Jest to miejsce, gdzie zatrzymał się i biesiadował w 1683 król Jan III Sobieski podczas swojej wyprawy na Wiedeń. W winiarni byli także królowie Polski: August II Mocny (1697), August III Sas (1734), pisarze: niemiecki, Johann Wolfgang Goethe (1790) czy polski, Julian Ursyn Niemcewicz (1821).
Po II wojnie światowej budynek był w opłakanym stanie i groziło mu wyburzenie. Jednakże w 1957 roku Stowarzyszenie Miłośników Ziemi Tarnogórskiej podjęło się remontu. Podczas trwania prac renowacyjnych odkryto renesansowy strop z polichromią z I połowy XVII wieku.
W 2019 roku miał miejsce remont krytego gontem dachu.

## Architektura

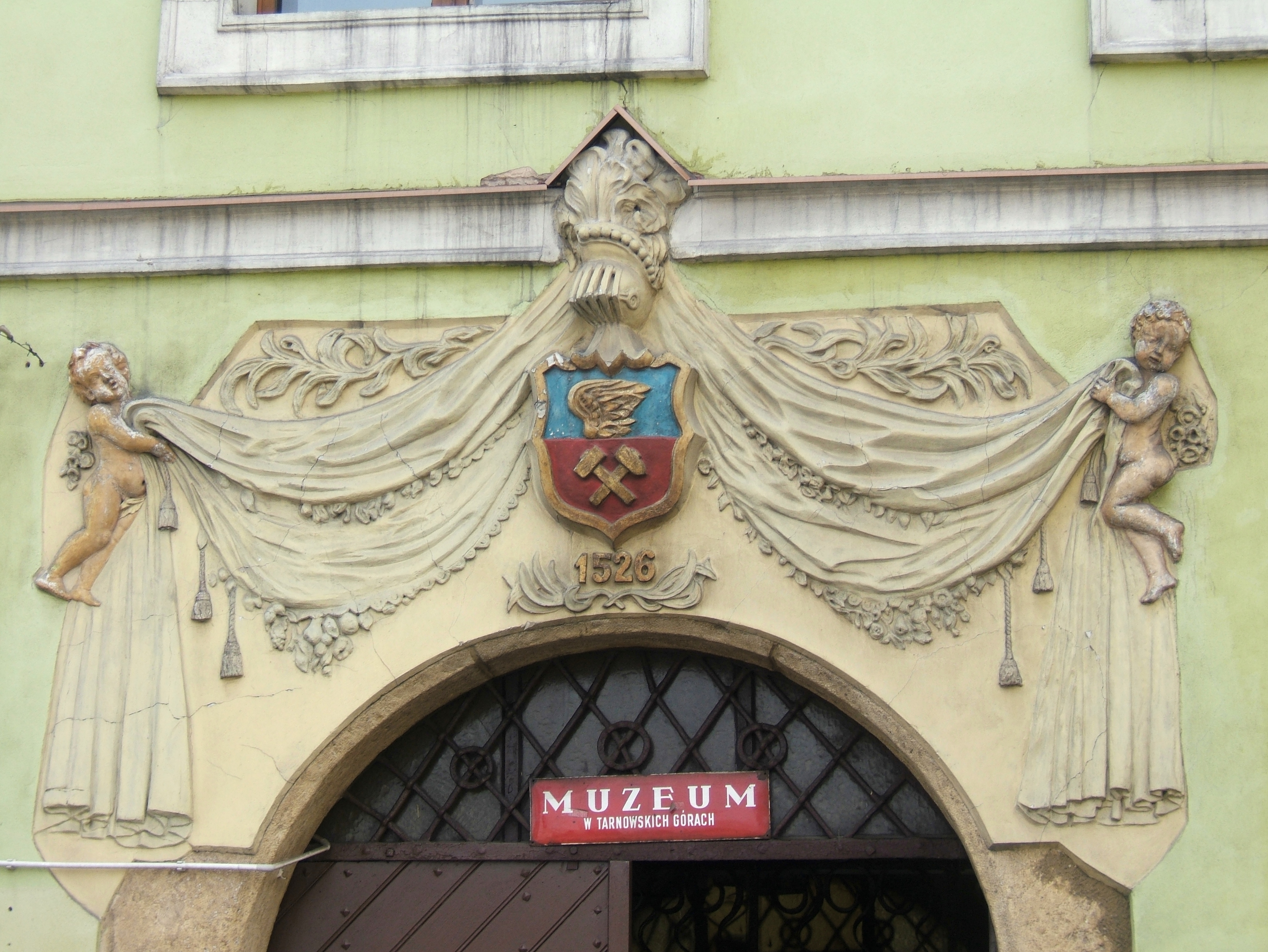
Dekoracja z puttami nad wejściem do budynku

Budynek jest piętrowy, na planie prostokąta. Posiada więźbę dachową pokrytą gontem. Na parterze zachowały się sklepienia kolebkowe z lunetami, a piwnice są nakryte kolebkowo z lunetami oraz żaglastymi sklepieniami.
Pod dachem w narożu budynku można zaobserwować kamienną głowę z pióropuszem (prawdopodobnie z końca XVII wieku) przedstawiającą Augusta III. Nad wejściem do budynku znajduje się, pochodząca z 1786 roku, ozdobna dekoracja z puttami, podtrzymującymi kotarę oraz pierwszy herb miasta, będący jednocześnie herbem górniczym. Na miejscu tego herbu, między XVIII a II połową XX wieku, znajdował się orzeł Królestwa Prus. Wnętrza parteru zdobiły pierwotnie dziewiętnastowieczne malowidła i płaskorzeźba z wizerunkiem króla Augusta II Mocnego, które nie zachowały się.
Na pierwszym piętrze znajduje się założone w 1958 roku muzeum, z głównie górniczymi zbiorami i wystawami dotyczącymi miasta, jego zabytków i jego historii na przestrzeni wieków. W jednej z tamtejszych sal, tzw. „Sali pod Renesansowym Stropem” organizowane są spotkania naukowo-kulturalne.
Obecnie piętro jest własnością Urzędu Miasta Tarnowskie Góry, a piwnice i parter są własnością prywatną.